# ماهیان سرماری
ماهیان سرماری (نام علمی: Channidae) نام یک تیره از راسته سوف‌ماهی‌سانان است.